# 10013 Stenholm
A 10013 Stenholm (ideiglenes jelöléssel 1978 RR8) a Naprendszer kisbolygóövében található aszteroida. Claes-Ingvar Lagerkvist fedezte fel 1978. szeptember 2-án.